# Gare de Corcy
Gare de Corcy vasútállomás Franciaországban, Corcy településen.

## Vasútvonalak
Az állomást az alábbi vasútvonalak érintik:
- La Plain-Hirson-vasútvonal

## Kapcsolódó állomások
A vasútállomáshoz az alábbi állomások vannak a legközelebb:
- Gare de Villers-Cotterêts
- Gare de Longpont